# Fažana
Fažana (Italiaans: Fasana; Venetiaans: Faxana) is een gemeente en klein stadje in het zuidwesten van de kust van Istrië.
Het is gelegen in de straat van Fažana, 8 km ten noordwesten van Pula. Er wonen ongeveer 2700 mensen.

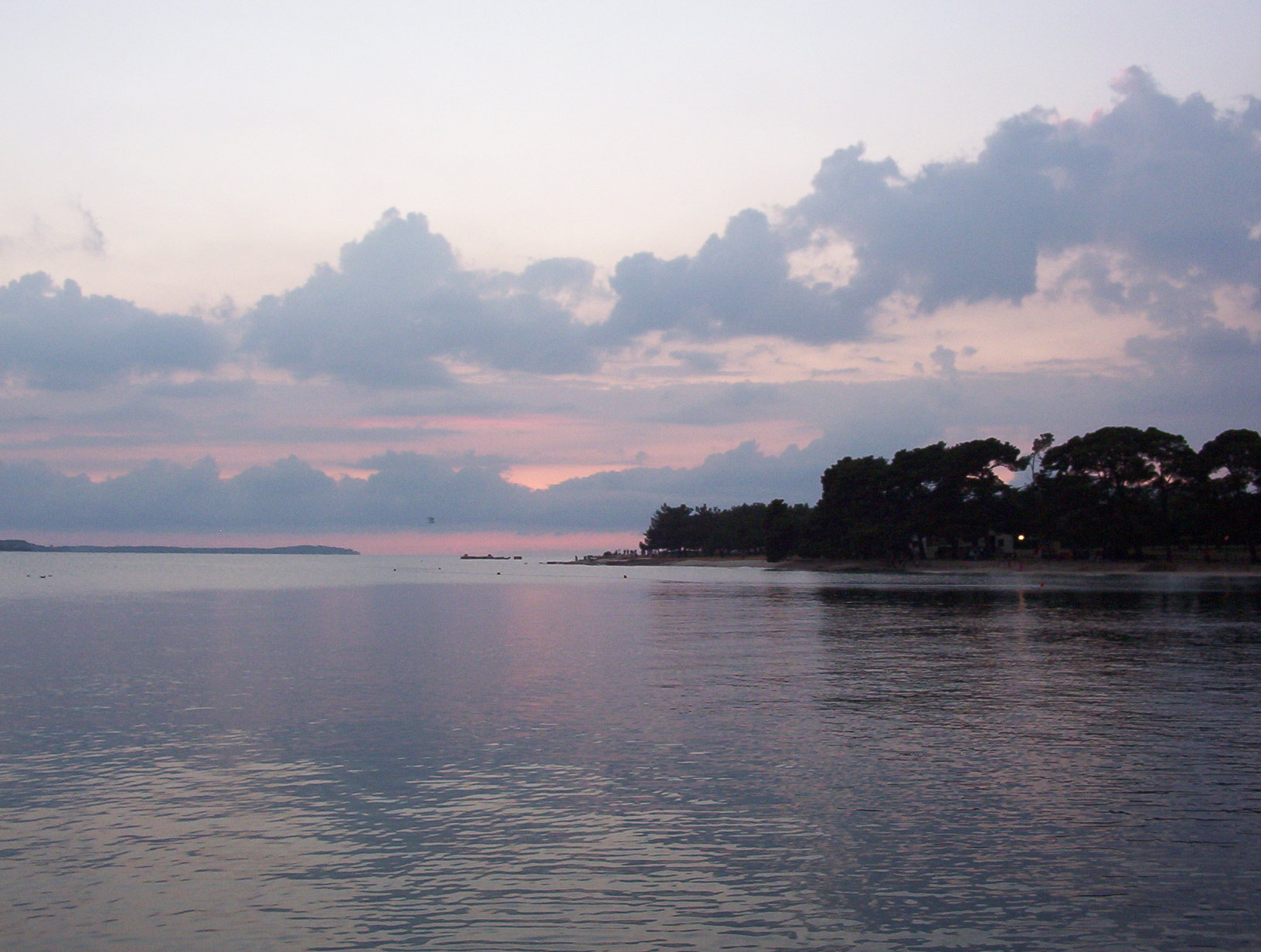
De kust

Fažana is gelegen op een laag stuk kust, maar het wordt goed beschermd door de Brijuni-eilanden. Er komen veel boomgaarden, wijngaarden en olijfbosjes voor, die bijdragen aan het schilderachtige karakter van deze Mediterrane stad. Het landschap wordt overheerst door pijnboombossen. De belangrijkste beroepstakken zijn de visserij, de visverwerking en de bouw van kleinere vissersboten. Ook de glasfabricage is goed ontwikkeld.

## Bezienswaardigheden
Tegenwoordig is Fažana een toevluchtsoord aan de kust geworden, en het vertrekpunt van veerboten voor het Nationale Park Brijuni. De geschiedenis van het toerisme ging in de stad ruwweg gelijk op met die van Brijuni, omdat de plaats als haven van Brijuni diende.
Plaatsen in Istrië: Banjole · Bertoki · Buje · Buzet · Fažana · Hum · Izola · Jagodje · Koper · Koromačno · Labin · Lucija · Medulin · Motovun · Muggia · Novigrad · Pazin · Peroj · Piran · Portorož · Poreč · Premantura ·  Pula · Rabac Luka · Ravni · Roč · Rovinj · Savudrija · Škocjan · Stalije · Štinjan · Trget · Umag · Višnjan · Vodnjan · Vrsar
Taal in Istrië: Čakavisch · Istriotisch · Istro-Roemeens · Italiaans · Sloveens · Kroatisch · Venetiaans
Andere artikelen over Istrië: Golf van Triëst · Istrische Democratische Assemblee · Italianisering · Baai van Koper · Baai van Muggia · Baai van Piran · Kvarner · Lim · Mario Andretti · Nino Benvenuti · Sergio Endrigo · Učka
Steden (gradovi): Pazin · Buje · Buzet · Labin · Novigrad · Poreč · Pula · Rovinj · Umag · Vodnjan

Gemeenten (općine): Bale · Barban · Brtonigla · Cerovlje · Fažana · Funtana · Gračišće · Grožnjan · Kanfanar · Karojba · Kaštelir-Labinci · Kršan · Lanišće · Ližnjan · Lupoglav · Marčana · Medulin · Motovun · Oprtalj · Pićan · Raša · Sveti Lovreč · Sveta Nedelja · Sveti Petar u Šumi · Svetvinčenat · Tar-Vabriga · Tinjan · Višnjan · Vižinada · Vrsar · Žminj